# 多品種組立ライン
多品種組立ライン（たひんしゅくみたてライン）は、市場の大量需要化、細分化、製品細分化による多品種、多仕様化に対して、量産効果を発揮しながら適応しようとする生産方式。多品種製品ライン生産方式も、ほぼ同義。
多品種組立ラインは、2つに分けることができる。バッチ式組立ラインと混合品種組立ラインである。

## バッチ式組立ライン
- ある期間中に生産される品種数に応じて、計画期間をいくつかの小期間に細分し、細分された小期間は一品種のみを連続的に生産する方式のことである。ライン切り替え生産方式とも呼ばれる。

## 混合品種組立ライン
- 作業方法がほぼ等しいので特定の複数品種を混合して連続的に生産するために、あらかじめ準備された一本の生産ラインである複数品種を混合して連続的に生産する方式のことである。